# Deutsch-libanesische Beziehungen
Die Deutsch-libanesischen Beziehungen sind laut Angaben des Auswärtigen Amts „traditionell freundschaftlich“ und „sehr eng“. Deutschland gehört für den Libanon zu den wichtigsten Geberländern für die Versorgung der zahlreichen Flüchtlinge im Land. Unter den Arabern in Deutschland zählen die Libanesen zu den größten Gruppen mit knapp 160.000 Angehörigen (2021).

## Geschichte
Kontakte zwischen beiden Gesellschaften bestehen seit Jahrhunderten, so z. B. in der Zeit der Kreuzzüge, in denen Eroberer und Siedler aus Mitteleuropa in der Levante und auf dem Gebiet des heutigen Libanon verschiedene Kreuzfahrerstaaten gründeten, welche bis ins 14. Jahrhundert bestanden. Bereits im 19. Jahrhundert kamen deutsche Touristen in den Libanon und einige Deutsche wurden auch im Gastgewerbe tätig und gründeten Hotels. Daneben bereiteten viele deutschsprachige Forscher und Orientalisten das Land und leisteten Beiträge zur Erforschung des kulturellen Erbes des Libanons. Ein Konsulat des Deutschen Reiches wurde 1882 im Libanon eröffnet und 1898 besuchte Kaiser Wilhelm II. die Städte Beirut und Baalbek. Mit dem Ersten Weltkrieg wurden die Beziehungen unterbrochen und das deutsche Konsulat geschlossen. Nach der Wiederaufnahme der diplomatischen Kontakte 1927 wurde die diplomatische Vertretung Deutschlands von Damaskus aus wahrgenommen. Nach dem Frankreichfeldzug der Wehrmacht im Zweiten Weltkrieg standen der Libanon und Syrien kurzzeitig unter der Kontrolle des mit dem NS-Deutschland verbundenen Vichy-Regimes. Mit dem Syrisch-Libanesischen Feldzug erlangten die Alliierten bereits 1941 die Kontrolle über das Gebiet. Der Libanon wurde am 22. November 1943 von Frankreich unabhängig und erklärte Deutschland 1945 kurz vor Kriegsende den Krieg.
Die Bundesrepublik Deutschland (BRD) eröffnete am 20. Mai 1953 eine Gesandtschaft in Beirut, die am 2. Oktober 1958 in eine Botschaft umgewandelt wurde. Die Deutsche Demokratische Republik (DDR) etablierte 1955 ein Handelsbüro in Beirut, die Hallstein-Doktrin der BRD verhinderte allerdings die Aufnahme offizieller diplomatischer Beziehungen. Nachdem die BRD 1965 diplomatische Beziehungen zu Israel aufgenommen hatte, brachen eine Reihe von arabischen Staaten als Reaktionen die Beziehungen zur BRD ab, darunter war auch der Libanon. Am 30. März 1972 wurde die Botschaft der BRD in Beirut wieder eröffnet und am 24. Dezember 1972 kam es zur Aufnahme diplomatischer Beziehungen mit der DDR, nachdem unter Willy Brandt die Hallstein-Doktrin aufgegeben worden war. Während des Libanesischen Bürgerkriegs (1975–1990) hatten einige Deutsche enge Kontakte zu der in den Bürgerkrieg verwickelten PLO. Der ehemalige Neonazi Willi Voss war Mitglied der PLO im Libanon und später ein CIA-Tarnagent. Der Bürgerkrieg führte auch zu Migration und Flucht von Libanesen nach Deutschland. Nach dem Ende des Bürgerkriegs unterstützte Deutschland das Land beim Wiederaufbau und bei der Befriedung des Landes.
1997 wurden ein bilaterales Handels- und Investitionsabkommen unterzeichnet. Ab 2006 war Deutschland an der UN-Mission United Nations Interim Force in Lebanon beteiligt. Eine engere Zusammenarbeit im Bereich der Kultur wurde 2010 mit dem Abschluss eines bilateralen Kulturabkommens vereinbart. Mit dem Beginn des Bürgerkriegs in Syrien seit 2011 nahm das kleine Land knapp eine Million Flüchtlinge aus dem Nachbarland auf. Deshalb stellte die Bundesregierung materielle und finanzielle Hilfe für das Land zur Bewältigung der Krise zur Verfügung. Im April 2020 erließ das Bundesinnenministerium ein Betätigungsverbot für die libanesische Organisation Hisbollah in Deutschland. Die Organisation soll über knapp 1000 Anhänger in Deutschland verfügen und auch nach dem Verbot weiter politisch tätig sein.

## Wirtschaftsbeziehungen
Im Jahre 2018 exportierte Deutschland Waren im Wert von 760 Mio. Euro in den Libanon und importierte im Gegenzug Waren im Wert von 42 Millionen Euro. Deutschland exportiert vorwiegend KfZ und KfZ-Teile, Maschinen sowie chemische und pharmazeutische Erzeugnisse in den Libanon. 2021 lag das bilaterale Handelsvolumen noch bei 559 Millionen Euro, womit der Libanon den 96. Platz in der Rangliste der deutschen Handelspartner belegte. Trotz eines Investitionsabkommens gibt es nur relativ wenige deutsche Direktinvestitionen im Libanon. Zu den Unternehmen mit eigener Präsenz im Land gehören die Commerzbank und die Lufthansa.

## Entwicklungszusammenarbeit
Nachdem der Libanon 2003 die Einkommensschwelle zu einem Land mit höherem mittlerem Einkommen durchbrochen hatte, wurde die deutsche Entwicklungshilfe eingestellt. Nach dem Libanonkrieg 2006 zwischen der Hisbollah und Israel wurde die deutsche Entwicklungshilfe wieder aufgenommen. Vom Beginn des Bürgerkriegs im Nachbarland Syrien 2011 bis zum Jahr 2021 leistete die Bundesregierung Hilfszahlungen in Höhe von 1,7 Milliarden Euro, zu einem großen Teil zur Unterstützung der Flüchtlinge im Land und der Förderung ihrer Eingliederung in die Gesellschaft. Daneben wurde auch Beschäftigung, kommunale Infrastruktur und die Landwirtschaft mit deutschen Hilfsgeldern gefördert. Mit deutschen Hilfsgeldern konnten zwischen 2016 und 2021 die Schulgebühren von 795.000 Kindern im schulpflichtigen Alter finanziert werden. Im selben Zeitraum wurden auch 8000 Wohnungen für geflüchtete Personen instand gesetzt und die Trinkwasserversorgung für 800.000 Menschen im Land verbessert. Auch bei der Bewältigung der COVID-19-Pandemie im Libanon und der Explosionskatastrophe in Beirut 2020 leistete Deutschland Unterstützung.

## Kulturelle Beziehungen
Es bestehen enge kulturelle Beziehungen zwischen beiden Ländern, wobei die Bereiche Kulturerhalt und Archäologie dominieren. Es bestehen außerdem Austauschprogramme zwischen libanesischen und deutschen Schulen sowie Universitäten. Im Libanon sind etliche deutsche Kulturinstitutionen vertreten, dazu zählen:
- Goethe-Institut in Beirut mit Außenstelle in Tripoli
- Orient-Institut Beirut
- Deutscher Akademischer Austauschdienst
- Deutsches Archäologisches Institut
- Evangelische Gemeinde Beirut
- Konrad-Adenauer-Stiftung
- Friedrich-Ebert-Stiftung
- Heinrich-Böll-Stiftung

## Migration

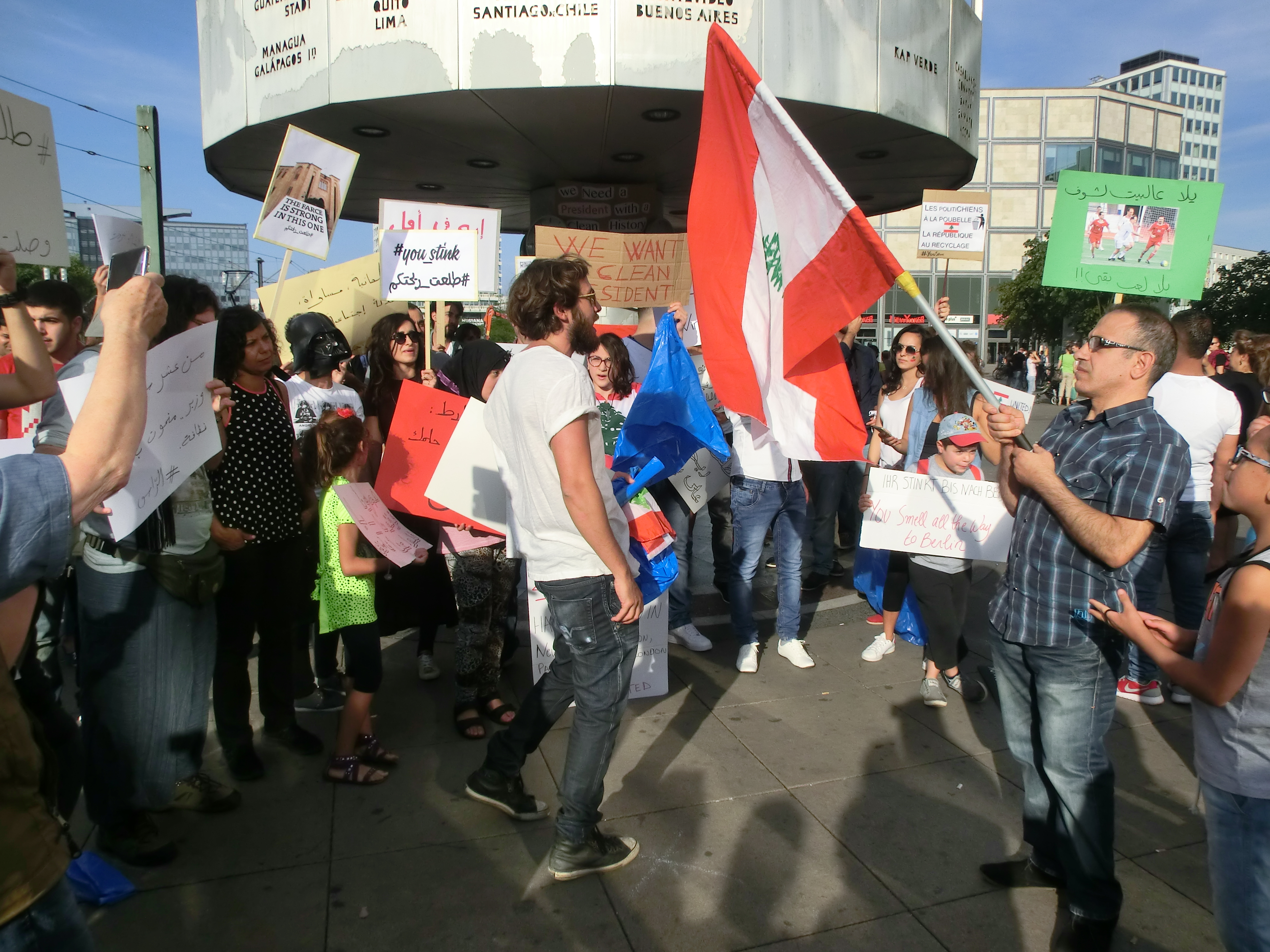
Libanesen demonstrieren in Berlin anlässlich der Proteste im Libanon 2015

In Deutschland besteht eine große libanesischstämmige Diaspora, dessen Migration nach Deutschland in den 1970er Jahren im größeren Maßstab einsetzte. Im Jahr 2020 lebten in Deutschland knapp 40.000 Personen mit libanesischer Staatsangehörigkeit und eine noch größere Zahl an Personen mit libanesischem Migrationshintergrund. Ihre Zahl wurde für 2021 auf knapp 160.000 geschätzt. Zentren der libanesischen Bevölkerung in Deutschland bilden die Stadt Berlin und das Land Nordrhein-Westfalen. Zu den bekannten Deutsch-Libanesen gehören der Boxer Mahmoud Charr und der Fußballspieler Amin Younes und die Rapper Massiv und Baba Saad. Die aus dem Libanon stammenden bzw. über den Libanon nach Deutschland gelangten Großfamilien Miri, Abou-Chaker, Al-Zein und Remmo erlangten im Zusammenhang mit der organisierten Kriminalität bundesweite Bekanntheit.

## Militär
Deutsche Rüstungsunternehmen lieferten an den Libanon verschiedene Waffen, darunter Raketenwerfer (2017), Hubschrauber (2006), Leopard 1-Kampfpanzer (2008), Panzerabwehrraketen (2015), Maschinenpistolen (2008) und Patrouillenboote (2007).

## Diplomatische Standorte
- Deutschland hat eine Botschaft in Beirut.[15]
- Der Libanon hat eine Botschaft in Berlin.[16]

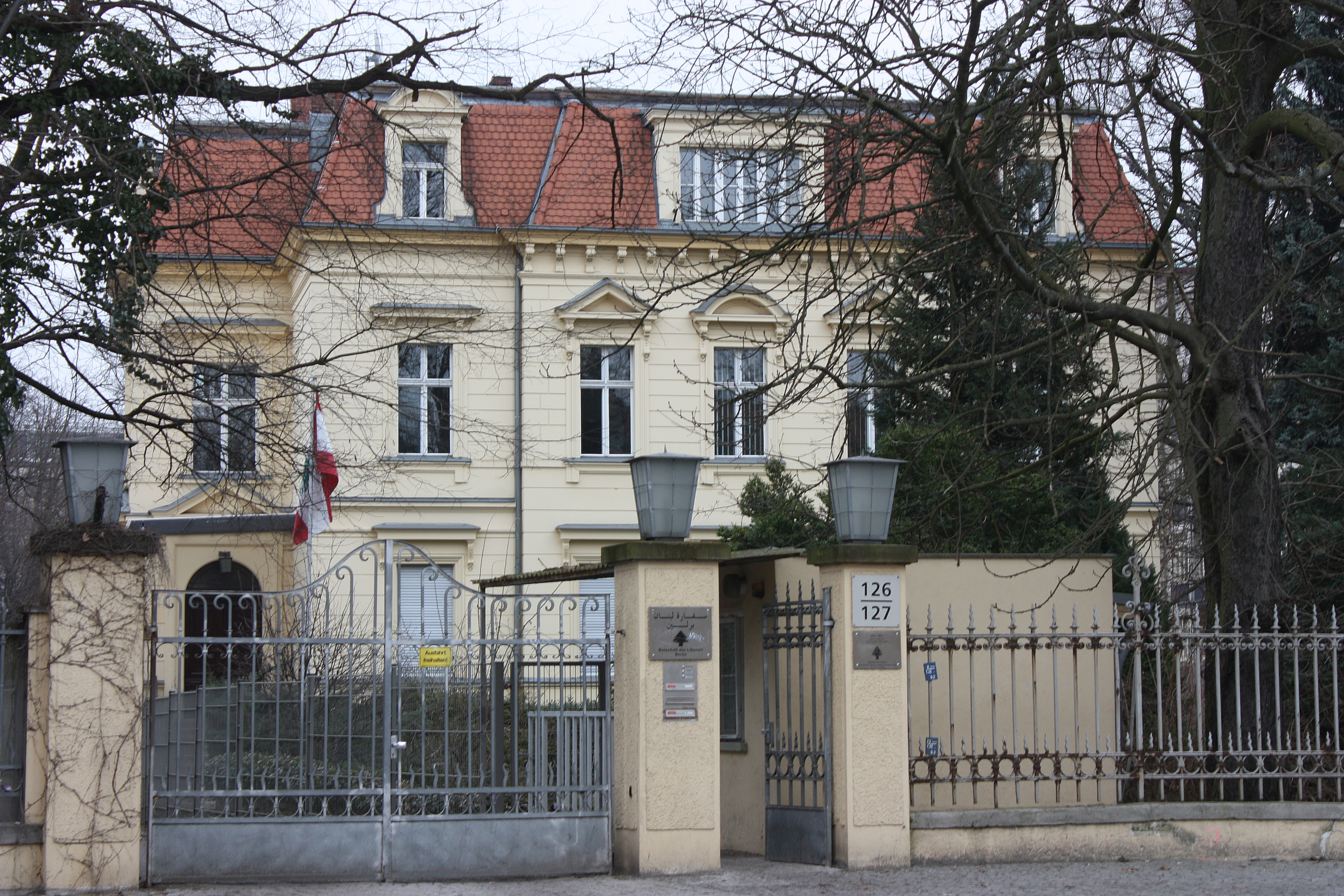
Libanesische Botschaft in Berlin